# Municipio de Grand River (Dakota del Norte)
El municipio de Grand River (en inglés: Grand River Township) es un municipio ubicado en el condado de Bowman en el estado estadounidense de Dakota del Norte. En el año 2010 tenía una población de 12 habitantes y una densidad poblacional de 0,13 personas por km².

## Geografía
El municipio de Grand River se encuentra ubicado en las coordenadas 45°59′46″N 103°33′41″O / 45.99611, -103.56139. Según la Oficina del Censo de los Estados Unidos, el municipio tiene una superficie total de 93.06 km², de la cual 93,04 km² corresponden a tierra firme y (0,02 %) 0,02 km² es agua.

## Demografía
Según el censo de 2010, había 12 personas residiendo en el municipio de Grand River. La densidad de población era de 0,13 hab./km². De los 12 habitantes, el municipio de Grand River estaba compuesto por el 100 % blancos. Del total de la población el 0 % eran hispanos o latinos de cualquier raza.